# Academia Paraguaya de la Historia
La Academia Paraguaya de la Historia es una institución paraguaya constituida en 1895, compuesta por una corporación de académicos especializados en la investigación y el análisis historiográfico de la historia de Paraguay. A través de la producción de publicaciones académicas, artículos científicos, conferencias, coloquios y concursos, tiene como objetivo promover los estudios históricos, defender y difundir el patrimonio cultural del país, y fomentar la publicación de obras clásicas de la historiografía.